# Albert Denvers
Albert Denvers, né le 21 février 1905 à Oost-Cappel (France) et mort le 31 décembre 2006 à Gravelines, est un homme politique français.

## Biographie
Ancien instituteur à Bierne, formé à l'École normale d'Arras, puis directeur d'école, il avait adhéré à la SFIO en 1926 pour devenir en 1937, avec Roger Salengro, le plus jeune conseiller général de France. Albert Denvers avait été à l'origine en 1969 de la création de la Communauté urbaine de Dunkerque, l'une des premières de France, qu'il avait présidée jusqu'en 1995.
Il fait partie des élus qui militent pour l'installation d'Usinor dans le port de Dunkerque, dont la reconstruction est terminée en 1955. « Le port de Dunkerque est en péril de mort », répète-t-il à ses interlocuteurs, à ce sujet.
Albert Denvers obtient en 1956 la localisation définitive d'Usinor à Dunkerque, décidée par le gouvernement français, du complexe de sidérurgie sur l'eau de préférence aux autres places portuaires, comme le Havre.
Dans ce but, un bassin maritime est construit (1958-1962), complété par la Centrale thermique de Dunkerque de 1962, qui utilisera les gaz d'Usinor, ainsi qu'une gare de triage devenue la plus grande de France, l’écluse Charles de Gaulle. Le projet a aussi engendré entre 1958 et 1962 l’extension de la raffinerie BP.
Intéressé à la question du logement social et aux problèmes d'urbanisme, Albert Denvers s’investit dans les organismes spécialisés : présidence des trois principaux offices publics du Nord dont l’Office départemental HLM, et même cumul des présidences des deux fédérations nationales. Sur fond de parution en décembre 1958 d’une série d’ordonnances et de décrets publiés sous le titre "Urbanisme, HLM, crise du logement". Il a ainsi présidé de 1956 à 1985 l'Union nationale des HLM et regretté l'erreur des grands ensembles construits dans les années 1960-70 justifiée par l'urgence de loger à bon marché des dizaines de milliers de personnes. Il est à l'origine de la S.A. HLM du Nord, devenue Habitat du Nord.
Passionné de basket, dont il fut champion de France et international, il était le président-fondateur du BCM Gravelines. Il est le père du journaliste Alain Denvers.

## Mandats
Mandats,
- 1937 - 1985 : Conseiller général du Nord,
- 1973 - 1985: Président du Conseil général du Nord
- 8 décembre 1946 - 2 février 1956 : Sénateur du Nord
- 2 janvier 1956 - 1er avril 1986 : Député du Nord
- 5 juin 1988 - 1er avril 1993 : Député du Nord
- 1947 - 1965 et 1977 - 1995 : maire de Gravelines
- 1969 - 1995 : Président de la Communauté urbaine de Dunkerque

## Distinctions
- Officier de la Légion d'honneur[9]

## Hommages
- Dénomination d'une rue Albert Denvers à Coudekerque-Branche le 7 mars 1986[10],
- Inauguration de la place Albert Denvers (anciennement place Charles Valentin) à Gravelines le 19 décembre 2012[11].
- Une rue et un complexe sportif portent son nom à Cappelle-la-Grande.
- Une école porte son nom, ainsi que celui de Marguerite Denvers à Gravelines